# Moosehorn National Wildlife Refuge

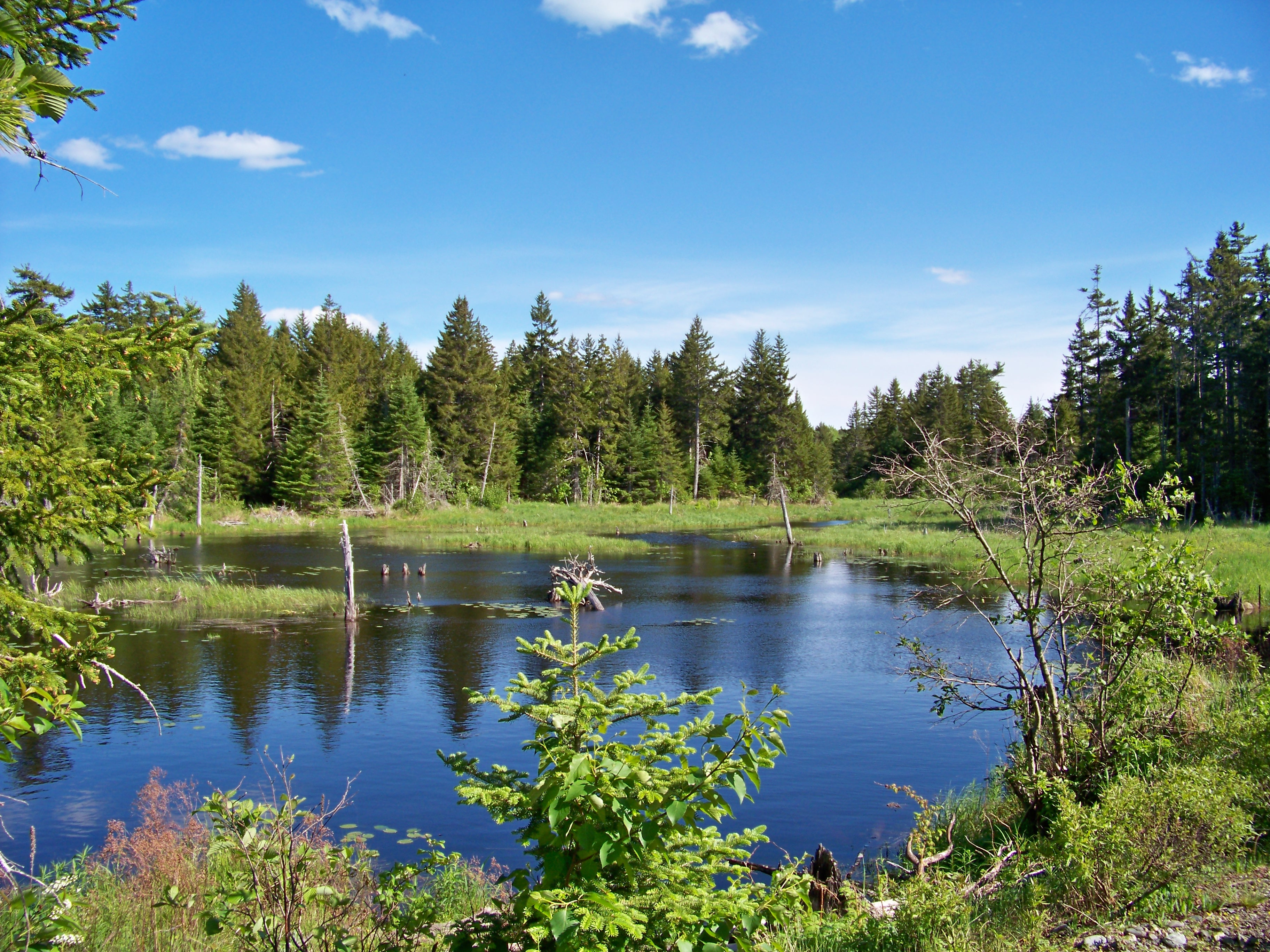
Moosehorn National Wildlife Refuge, Maine (2008)

Das Moosehorn National Wildlife Refuge ist ein Schutzgebiet vom Typ eines National Wildlife Refuge im Washington County im US-Bundesstaat Maine. Es ist eines der nördlichsten und das östlichste Vogelschutzgebiete im Atlantic Flyway, einer Vogelzugsroute, die der Ostküste von Nordamerika folgt. Das Schutzgebiet ist ein bedeutender Rast- und Nistplatz für zahlreiche Vogelarten, darunter Watvögel, Küstenvögel, Singvögel und Greifvögel.

## Geographie
Das Schutzgebiet besteht aus zwei Gebieten, die etwa 30 Kilometer voneinander entfernt liegen. Die 81 km² große Barring Division liegt südwestlich von Calais. Die 35 km² große Edmunds Division liegt zwischen Dennysville und Whiting und grenzt an die Cobscook Bay. Das Schutzgebiet besteht aus unterschiedlichen Landschaftsformen, aus Hügeln, einzeln stehenden Felsen, Flüssen, Seen, Mooren und Feuchtwiesen. Die nördliche Barring Division ist mit Espen, Ahorn, Birken, Fichten und Tannen bewaldet, vereinzelt kommen auch stattliche Weymouth-Kiefern vor. Die Edmunds Division hat eine 29 Kilometer lange Felsküste mit einem hohen Tidenhub von durchschnittlich sieben Metern.

## Flora und Fauna
Das Schutzgebiet bietet Lebensraum für eine Vielzahl von Tierarten, von denen viele einen Niederwald als Lebensraum benötigen. Deshalb wird heute mit Hilfe von begrenzter Abholzung und kontrolliertem Waldbrand ein Teil des Hochwalds niedergehalten. Diese Maßnahmen führten zu einem messbaren Anstieg der Populationen von Elch, Kanadaschnepfe, Kragenhuhn und vielen Singvogelarten. In beiden Abteilungen gibt es je eine Wilderness Area, die zusammen etwa ein Drittel der Fläche des Schutzgebiets umfassen und die vor jeglichem menschlichen Eingriff geschützt sind. 
In beiden Abteilungen leben Weißkopfseeadler, in der Barring Division vor allem in der Magurrewock Marsh und in der Edmunds Division an der Dennys Bay. Fischadler nisten in den Feuchtgebieten der Barring Division. Die ehemaligen Flößkanäle und die Seen im Schutzgebiet bieten Lebensraum für zahlreiche Wasservögel wie Dunkelente, Kanadagans und Eistaucher.

## Touristische Anlagen
Durch das Schutzgebiet führen über 80 Kilometer unbefestigte Straßen, die für Fußgänger, Radfahrer und Skilanglauf geöffnet sind. Die Wilderness Area dürfen nur zu Fuß betreten werden. Im Büro der Schutzgebietsverwaltung in der Barring Division gibt es Informationsmaterial für Besucher, hier starten auch mit dem Woodcock Trail, dem Habitat Trail und dem Bird Walk drei Lehrpfade. Die Schutzgebietsmitarbeiter bieten vor allem im Sommer geführte Tierbeobachtungen und verschiedene Lehrprogramme an, jährlich wird im Juni ein Angelwettbewerb für Kinder veranstaltet und im Oktober findet die National Wildlife Refuge Aktionswoche statt.
In mehreren Flüssen und Seen darf geangelt werden, wobei einige Gebiete während der Brutzeiten gesperrt sind. Die häufigsten Angelfische sind Schwarzbarsch, Amerikanischer Flussbarsch, Bachsaibling und Kettenhecht. Während der Jagdsaison darf in bestimmten Gebieten auch gejagt werden.

## Geschichte
Das Gebiet des heutigen Schutzgebiets war ursprünglich bewaldet und wurde zu Beginn des 19. Jahrhunderts gerodet. Die Holzfäller legten auch Transportwege und künstliche Kanäle an, um die Stämme zu flößen. Die Wege und Kanäle sind teilweise heute noch erhalten. Häufig kam es zu Waldbränden, zuletzt 1933. Das Schutzgebiet wurde mit dem Kauf eines ersten Landstücks aus Finanzmitteln des Duck Stamp Program am 13. Januar 1937 gegründet. Die Grenzen der Barring Division wurden am 1. Juli 1937 durch Präsident Franklin D. Roosevelt, der seinen Sommerurlaub oft auf der nahegelegenen Campobello Island in der kanadischen Provinz New Brunswick verbrachte, festgelegt. Die Grenzen der Edmunds Division wurden am 30. August 1938 festgelegt. Damit ist Moosehorn eines der ältesten National Wildlife Refuge der USA. Ein 359 Hektar großes Gebiet an der Whiting Bay wurde 1964 dem Staat Maine zur Errichtung des Cobscook Bay State Park überlassen. 2003 wurden die Friends of the Moosehorn gegründet, ein gemeinnütziger Förderverein für das Schutzgebiet.